# كريستينا ثيفوينتس
كريستينا ثيفوينتس (من مواليد 1 يوليو 1964) سياسية إسبانية سابقة من حزب الشعب. كانت رئيسة مجتمع مدريد من 24 يونيو 2015 إلى استقالتها في 25 أبريل 2018. من 16 يناير 2012 إلى 13 أبريل 2015 شغلت منصب مندوب الحكومة في مجتمع مدريد.

## السيرة الشخصية
في عام 1980 عندما كانت ثيفوينتس في السادسة عشرة من عمرها أصبحت عضوًا في تحالف الشعب الذي أصبح فيما بعد حزب الشعب الإسباني. درست القانون في جامعة كومبلوتنسي بمدريد.
في عام 2013 تعرضت لحادث مروري في مدريد أثناء ركوب دراجتها النارية، مما جعلها في غيبوبة لمدة شهر تقريبًا.
بعد أن كانت مندوب الحكومة في مدريد من عام 2012 إلى عام 2015 تم انتخاب ثيفوينتس رئيسًا لمجتمع مدريد المستقل بدعم من حزب المواطنين الإسبان من يمين الوسط، بعد أن فاز في الانتخابات الإقليمية لعام 2015 وحصل على 48 ممثلاً من أصل 129 في جمعية مدريد.
في 21 مارس 2018 زُعم أن ثيفوينتس حصلت عن طريق الاحتيال على درجة الماجستير من جامعة الملك خوان كارلوس. في 5 أبريل 2018 فُتح تحقيق قضائي في القضية.
في 25 أبريل 2018 استقالت من منصبها كرئيسة لمجتمع مدريد بعد إصدار مقطع فيديو عام 2011 أظهر أنها محتجزة في سوبر ماركت لسرقتها (سلع بقيمة 40 يورو)، وخلفها أنخيل جاريدو كرئيس بالنيابة لها. في 27 أبريل 2018 استقالت من رئاسة حزب الشعب لمجتمع مدريد. في 8 مايو 2018 استقالت ثيفوينتس من مقعدها في جمعية مدريد وأعلنت تقاعدها من السياسة.
في 2 سبتمبر 2019 اتهمت ثيفوينتس الجمهور الوطني جنبًا إلى جنب مع زملائه رؤساء الوزراء الإقليميين السابقين إجناسيو غونزاليس وإسبيرانزا أغيري بجرائم مزعومة تتعلق بالتمويل غير المشروع وتحويل الأموال العامة وتزوير الوثائق في إجراءات قضية الفساد في بيانيكا.
اعتبارًا من أكتوبر 2019 ظهرت في البرنامج التلفزيوني يا إس موديا كمتحدثة، وفي فبراير 2020 تم توقيعها على كل ما هو كذب.